# Виши привредни суд Републике Српске
Виши привредни суд Републике Српске је другостепени суд за окружне привредне судове у Републици Српској.
Он суди за цијело подручје Републике Српске, а његово сједиште је у Бањој Луци.

## Надлежности
Виши привредни суд је надлежан да:
- одлучује о жалбама против одлука окружних привредних судова, а у првом степену и о другим стварима одређеним законом;
- одлучује о сукобу надлежности и о преношењу надлежности окружних привредних судова;
- утврђује правне ставове ради јединствене примјене закона из надлежности окружних привредних судова и
- врши друге послове одређене законом.

Виши привредни суд у поступку примјењује одговарајуће одредбе Закона о парничном поступку, Закона о ванпарничном поступку, Закона о стечајном поступку и Закона о извршном поступку.

## Организација
Организација Вишег привредног суда се утврђује Правилником о унутрашњој организацији и систематизацији радних мјеста, а доноси га предсједник Вишег привредног суда.
Све судије именује Високи судски и тужилачки савјет Босне и Херцеговине.